# Прапор Покровського району (Дніпропетровська область)
Пра́пор Покро́вського райо́ну затверджений 5 квітня 2013 р. рішенням сесії Покровської районної ради. Автор — Р. Чередник.

## Опис
Прямокутне полотнище з співвідношенням сторін 2:3 поділене горизонтально синьою і білою смугами (3:1). На верхній смузі поясне зображення Богородиці у червоних туніці та мафорії із білою облямівкою, навколо голови — жовтий німб, у руках білий покров, на якому три жовті хрести; внизу — дві перехрещені білі козацькі шаблі в піхвах, оздоблені жовтим.